# Vatel (film)
A Vatel egy 2000-ben bemutatott angol–francia történelmi filmdráma Roland Joffé rendezésében. A 17. században játszódó cselekmény középpontjában François Vatel személye áll, aki korának híres mesterszakácsa, XIV. Lajos király pénzügyminiszterének, Nicolas Fouquet-nak, majd Louis de Condé hercegnek mindenes háznagya, konyhafőnöke és ceremóniamestere volt. A produkció főszerepeit Gérard Depardieu, Uma Thurman, Tim Roth és Julian Sands alakítják. A filmet egy Oscar-díjra jelölték, és egy César-díjat el is nyert a legjobb látványtervezésért.
A Vatelt a cannes-i fesztiválon mutatták be először 2000. május 5-én, Magyarországon ugyanebben az évben november 23-án kezdték vetíteni.

## Cselekmény
A film 1671-ben játszódik a Chantilly-kastélyban, ahol François Vatel, a Condé herceg séfje és maître de plaisirje megbízást kap, hogy szervezzen háromnapos ünnepséget az érkező XIV. Lajos király tiszteletére. Ezeknek az ünnepségeknek célja, hogy Lajos király pénzügyileg kisegítse az eladósodott Condét, és a herceg elnyerje azt a megtiszteltetést, hogy a közelgő holland háborúban a francia csapatok parancsnoka lehessen.
Monsieur, a király öccse, Philippe d'Orleans, aki az udvarral érkezett, megkívánja Vatel egyik konyhafiúját, Vatel azonban megvédi. Az ünnepségek során erős vonzalom alakul ki az udvarral érkező Anne de Montausier és Vatel között. Anne azonban a király kegyeibe is bekerül, és leváltja egyik szeretőjét. Ráadásul a király jobbkeze, de Lauzun márki is megkívánja őt. A lány azonban nem viszonozza a közeledését. Vatel eleinte nem hajlandó eleget tenni de Lauzun márki óhajainak, amiért Condé herceg megszidja, és engedelmességre inti.
Az ünnepségek második napján egy istállómester megpróbálja megmenteni az előadást a nagy lakomára, de a siker az életébe kerül. Az udvar nem tud erről, egyedül Monsieur Philippe fordul még aznap este közvetlenül Vatelhez, és elismerését fejezi ki. Innentől kezdve Vatel erős szövetségese a márki ellen. Ez hasznosnak bizonyul, mivel Vatel a szerencsétlenség miatt visszautasítja a király meghívását. Aznap este egy kártyapartiban Condé felteszi tétnek Vatelt, és elveszíti őt a versailles-i udvarral szemben. Ezt követően a király követeket fogad Hollandiából, akik elmagyarázzák, hogy háború fog kitörni Hollandia és Franciaország között.
Késő éjjel Vatelre rátámadnak és megverik a márki szolgái, de a Monsieur Philippe által megbízott emberek megmentik őt. Vatel sértetlenül érkezik a szobájába, ahol Anne fogadja. A nő biztosítja őt, hogy észrevétlenül érkezett oda. Beszélgetésbe kezdenek az udvari rabszolgaként való létezésükről, majd szerelmük kiteljesedésével fejezik be. Anne azt is elárulja, hogy Condé herceg elvesztette Vatelt kártyán. Néhány órával később Anne szobalánya megjelenik Vatel szobájában, és közli vele, hogy a király várja őt. Anne pánikba esve visszaszalad a szobájába, azonban csak a márki találkozik vele, aki közli, hogy tudja, honnan jött. Ezzel a tudással megzsarolja, hogy kövesse őt az ágyába.
Másnap reggel Vatel megtudja, hogy az utolsó nagy lakomához szükséges halszállítmány nem érkezik meg a kastélyba a szükséges mennyiségben. Ekkor elkészíti a kevés megérkezett homár egyikét, majd a szobájában karddal végez magával. Anne-nak írt búcsúlevelében kifejti, hogy rájött, hogy nem ő az ura ezeknek az ünnepségeknek, hanem a rabszolgája. Az udvarban viszont azt ültetik el, hogy a hiányzó halszállítmány miatt lett öngyilkos. Röviddel Vatel halála után a hal mégis megérkezik, és az utolsó lakoma a tervek szerint zajlik. Anne még aznap elhagyja az udvart.

## Szereposztás
| Szerep                                         | Színész                   | Magyar hangja (1. szinkron, 2000) |
| ---------------------------------------------- | ------------------------- | --------------------------------- |
| François Vatel háznagy                         | Gérard Depardieu          | Helyey László                     |
| Anne de Montausier                             | Uma Thurman               | Für Anikó                         |
| Lauzun márki                                   | Tim Roth                  | Lippai László                     |
| XIV. Lajos király                              | Julian Sands              | Sörös Sándor                      |
| Philippe d’Orléans, a király öccse, a Monsieur | Murray Lachlan Young      | Forgács Péter                     |
| Louis, Condé hercege, a házigazda              | Julian Glover             | Csurka László                     |
| Condé hercegné                                 | Arielle Dombasle          | Keönch Anna                       |
| Gourville, író                                 | Timothy Spall             | Verebély Iván                     |
| Bourdelot doktor                               | Richard Griffiths         | Kránitz Lajos                     |
| Colbert pénzügyminiszter                       | Hywel Bennett             | Hollósi Frigyes                   |
| Mária Terézia királyné                         | Nathalie Cerda            | Bessenyei Emma                    |
| Athénaïs de Montespan márkiné, királyi ágyas   | Marine Delterme           | Létay Dóra                        |
| Louise de La Vallière, királyi ágyas           | Emilie Ohana              | N/A                               |
| Longueville hercegné, Condé herceg nővére      | Philippine Leroy-Beaulieu | N/A                               |
| Henri de Longueville herceg, Condé sógora      | James Thiérrée            | N/A                               |

További magyar hangok: Pindroch Csaba, Végh Ferenc, Albert Péter, Koncz István, Palóczy Frigyes

## Történelmi háttér

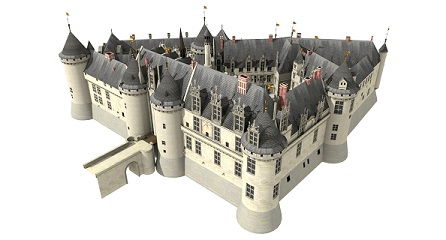
A chantilly-i kastély 17. századi állapotának rekonstruált képe

1671. április 21-én XIV. Lajos király a feleségével, ágyasaival, öccsével, miniszterével és népes udvari kísérettel együtt a chantilly-i kastélyba érkezett vendégségbe, Louis, Condé hercege meghívására. A herceg korábban, a Fronde felkelés és az 1635–1659-ös francia–spanyol háború idején a király ellen harcolt, és csak a pireneusi békekötés után hódolt be. Condé súlyos adósságokba verte magát, hogy visszanyerhesse a király kegyét. A küszöbön álló francia–holland háborútól a herceg hadvezéri kinevezést, adósságainak kiegyenlítését és busás jövedelmet remélt a királytól. Condé számára létfontosságú volt, hogy az uralkodó mindennel meg legyen elégedve. Három napon át tartó, fényűző ünnepségsorozatot szervezett, fogadásokkal, ínyenc lakomákkal,  színpadi előadásokat a kor csúcstechnikáját képviselő kápráztató tűzijátékkal, mozgó díszletekkel, irányított szökőkutakkal, tovább pazar kerti ünnepségeket, vadászatokat. Egész falvak lakosságát rendelték szolgálattételre a kastély konyhájába, műhelyeibe, istállóiba. A 3000 főnyi vendégsereg folyamatos ellátása és állandó szórakoztatása 600 000 écu-t emésztett fel.
A teljes előkészítést, szervezést és lebonyolítást Condé hercegének háznagya (maître d’hôtel), egyben ceremóniamestere és konyhafőnöke, François Vatel (1631–1671) végezte, korának egyik leghíresebb mesterszakácsa, aki korábban Nicolas Fouquet háznagya volt a Vaux-le-Vicomte kastélyban, Maincyben. Az eseményeket leíró kortársak szerint az ünnepségek teljes rendben zajlottak 1671. április 24-ig. Az utolsó napra megrendelt friss halszállítmány azonban későn érkezett. A kudarc következményeitől tartó Vatel öngyilkosságot követett el (szó szerint a kardjába dőlt). A tragédia megrázta a korabeli társadalmat. Madame de Sévigné emlékirataiban tisztelettel írt a ura elvárásainak minden áron becsülettel megfelelni akaró háznagyról.

## Forgatási helyszínek
A történet eredeti helyszíne, az Oise megyei Chantillyban látható Condé-kastély az idők folyamán annyira átépült, 
hogy a forgatást több más, korhű franciaországi helyszínen végezték:
 :
- Fontainebleau-i kastély, Seine-et-Marne
- Vaux-le-Vicomte kastély, Maincy, Seine-et-Marne
- Voisins-i kastély, Saint-Hilarion, Yvelines
- Maisons-Laffitte-i kastély, Yvelines
- Champlâtreux-i kastély,[7] (Val-d’Oise)
- Saint-Cloud, kastélypark, Hauts-de-Seine
- „Potager du Dauphin” birtok, Meudon, Hauts-de-Seine
- „Aranygaléria”, Hôtel de Toulouse, Párizs
- A Carnavalet-palota udvara, Párizs

## Kritika
A filmet az amerikai filmkritika rosszul fogadta. A Rotten Tomatoeson 31%-ot ért el 32 vélemény alapján, a Metacriticen 44 pontot kapott 13 értékelés alapján. A New York Times kritikusa, Elvis Mitchell írta: „[A film] egy kosztümös filmdráma rengeteg kosztümmel és nulla drámával”. Ken Fox (TV Magazin) szerint: „Ennél többet aligha kívánhatunk egy történelmi látványosságtól: ostoba parókák, mély dekoltázsok, pazar lakomák díszes termekben, Ennio Morricone felkavaró zenéje és Tom Stoppard szellemes dialógusai.“
A Vatelt egy Oscar-díjra jelölték legjobb látványterv kategóriában a 73. Oscar-gálán, és egy César-díjat nyert. Világszerte 3 364 896 dollár  bevételt szerzett a 30,4 millió dolláros költségvetéssel szemben, így pénzügyileg is megbukott.

## Fontosabb díjak és jelölések
| Esemény            | Díj       | Kategória                                 | Eredmény |
| ------------------ | --------- | ----------------------------------------- | -------- |
| 26. Césár-díjátadó | César-díj | legjobb látványterv – Jean Rabasse        | Elnyerte |
| 26. Césár-díjátadó | César-díj | legjobb jelmez – Yvonne Sassinot de Nesle | Jelölve  |
| 73. Oscar-gála     | Oscar-díj | legjobb látványterv – Jean Rabasse        | Jelölve  |